# 无锡市工人文化宫
31°29′28″N 120°17′17″E / 31.49124°N 120.28806°E

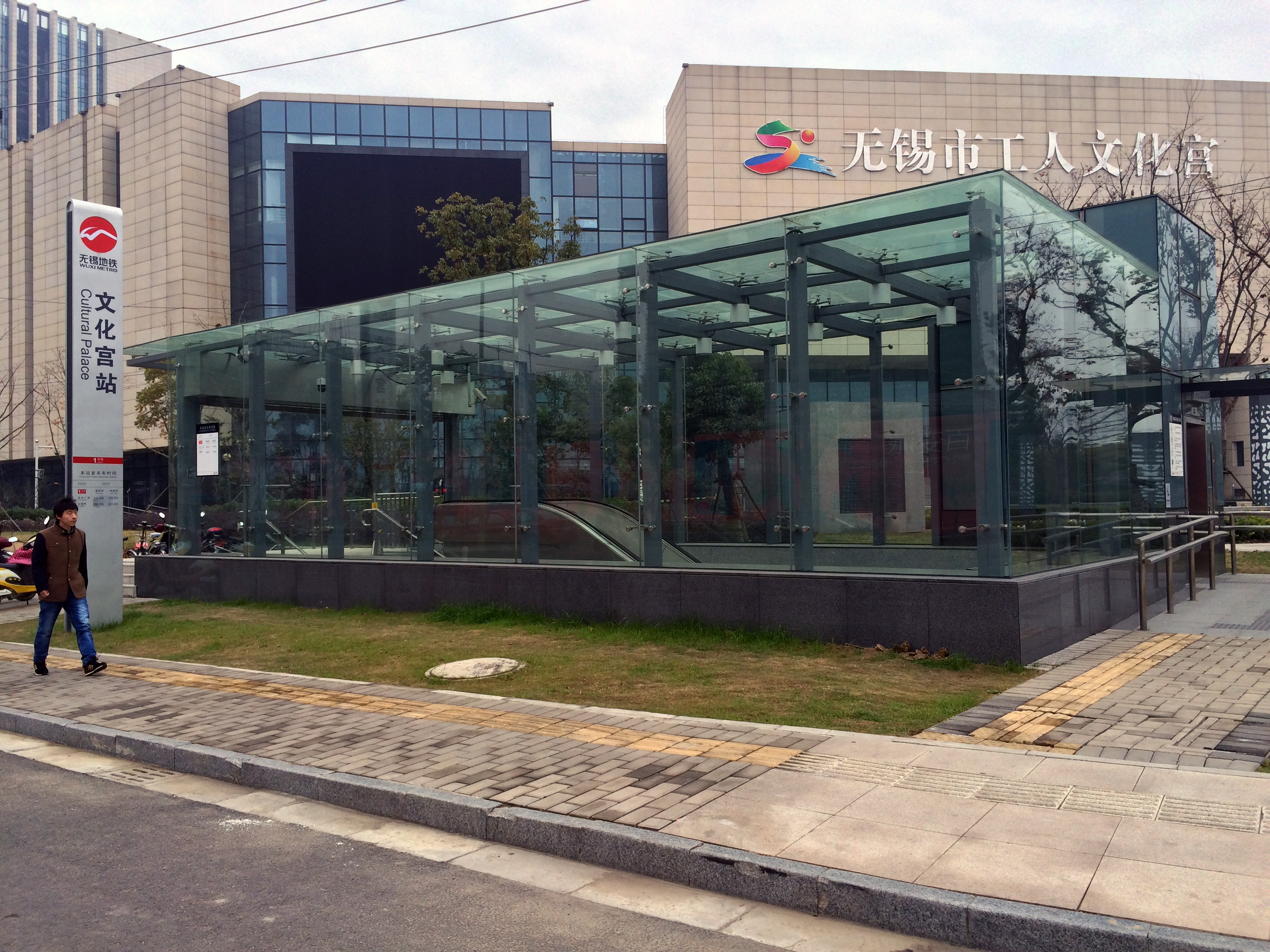
无锡市工人文化宫

无锡市工人文化宫，位于中华人民共和国江苏省无锡市滨湖区观山路299号，是无锡市总工会直属事业单位。

## 特点
原址位于原南长区清扬路1号。1952年12月7日动工，上海华东建筑设计院负责设计、无锡市建筑公司进行施工。1954年1月竣工，同年2月3日农历正月初一正式开幕，市长包厚昌、市委书记韦永义参加开幕仪式。2013年，无锡市新工人文化宫迁至新址（滨湖区观山路299号），设有职工文化演艺中心、职工体育健身活动中心、职工服务中心及职工培训中心等。

## 相关
- 文化宫站 (无锡)